# إدوارد ستيفان
إدوارد ستيفان (بالفرنسية: Édouard Stephan)‏ (و. 1837 – 1923 م) هو عالم فلك من فرنسا. ولد في نيور.
توفي في مارسيليا، عن عمر يناهز 86 عاماً.

## التعليم
تعلم في مدرسة الأساتذة العليا.